# CARVER (matrice)
La matrice CARVER (acronimo di Criticality, Accessibility, Recuperability, Vulnerability, Effect, Recognizability) è un metodo analitico di difesa militare ideato ed utilizzato dalle United States Army Special Forces durante la guerra del Vietnam per l'esame e l'accertamento quantitativo e qualitativo delle vulnerabilità.
La matrice CARVER permette di esaminare le relazioni tra i possibili bersagli e l'eventuale protezione, pertanto è basato su metodologie offensive e difensive. Si distingue per un approccio metodico e pratico che identifica i beni più sensibili ad un eventuale attacco di un avversario, ed è basato su questi fattori chiave:
- Criticità, identificazione dei beni critici e sensibili ad un attacco.
- Accessibilità, analisi dell'accesso ai beni critici.
- Ripristino, sostituzione o ripristino di un bene critico.
- Vulnerabilità, valutazione dell'efficacia di un sistema di sicurezza contro le capacità avversarie.
- Effetto, considerazione delle conseguenze risultanti dalle azioni nemiche ed eventuali risposte.
- Riconoscimento, valutazione delle probabilità che potenziali avversari riconoscerebbero che un bene è critico.